# Ясинуватська вулиця
Ясинува́тська ву́лиця — зникла вулиця, що існувала в Московському, нині Голосіївському районі міста Києва, місцевість Забайків'я. Пролягала від Кіровоградської вулиці до Фрометівського узвозу.

## Історія
Вулиця виникла на ппочатку XX століття під назвою 2-га Лугова (вперше згадана в довіднику «Весь Киев» на 1913 рік). Назву Ясинуватська вулиця отримала 1955 року.
Ліквідована в 1970-ті роки у зв'язку з частковою зміною забудови й переплануванням місцевості.